# Marc Batta
Marc Batta (* 1. November 1953 in Marseille) ist ein ehemaliger französischer Fußballschiedsrichter.
Batta begann schon mit 17 Jahren mit der Leitung von Fußballspielen. In seiner Karriere hat er um die 130 internationale Begegnungen geleitet, darunter als Höhepunkt das Final-Hinspiel im UEFA-Pokal 1996/97 zwischen Schalke 04 und Inter Mailand. In Frankreich kam er bei einer dreistelligen Zahl von Spielen in den professionellen Ligen (Ligue 1, Ligue 2 und National (D3)) zum Einsatz. Außerdem war er der 23. Mann beim Pokalendspiel 1994 zwischen AJ Auxerre und HSC Montpellier.
Bei der Fußball-Weltmeisterschaft 1998 in Frankreich kam er in zwei Funktionen zum Einsatz, als Spielleiter beim Vorrundenmatch Rumänien gegen England sowie im Achtelfinale zwischen Brasilien und Chile, außerdem als Vierter Offizieller.
Seit Juli 2004 arbeitet er als Nachfolger von Michel Vautrot als Directeur national de l'arbitrage, also als der für das Schiedsrichterwesen in Frankreich Hauptverantwortliche beim französischen Fußballverband FFF. Er hat zudem einen Sitz in der Schiedsrichterkommission der UEFA.